# 统一号列车
统一号（朝鲜语：통일호）是韓國鐵道廳1954年8月15日開始運行的特快列車名稱，运行于京釜线首爾至釜山之間。

## 使用车型
列车最初使用蒸汽机车牵引，設有2輛二等客車、3輛三等客車和1輛貨車，之後又加入餐車。1963年后改为使用柴油机车牵引；客车改用日本川崎重工业和日本车辆制造制造的铁路客车。1969年2月10日，三等車廂取消，增加一等車廂。
1974年8月15日京釜線上存在的各種特快列車，常青號、鴿號、銀河號、統一號等，統一名稱為「統一號」，1980年1月1日起京釜線上存在的各種特快列車合併為一個名稱“特快”，統一號的名稱至此結束使用。1984年1月1日韓國鐵道廳更改列車級別，設置介於無窮花號和普通列車鴿號之間的统一号，繼承統一號列車的名稱。